# Großer Preis von Australien 2003
Der Große Preis von Australien 2003 (offiziell 2003 Foster’s Australian Grand Prix) fand am 9. März auf dem Albert Park Circuit in Melbourne statt und war das erste Rennen der Formel-1-Weltmeisterschaft 2003.

## Berichte

### Hintergrund
Die Saison 2003 begann mit einigen Änderungen in der Fahrerbesetzung der Teams. Minardi, Jaguar und Toyota wechselten dabei sämtliche Fahrer aus.
Fernando Alonso wurde vom Testfahrer zum regulären Fahrer bei Renault als Ersatz für Jenson Button, Button ersetzte Olivier Panis bei BAR, Panis wechselte zu Toyota. Der zweite neue Toyota-Fahrer wurde Cristiano da Matta, damit wurden sowohl Mika Salo als auch Allan McNish ersetzt.
Felipe Massa verließ Sauber und wurde Testfahrer für Ferrari, Massas Platz bei Sauber wurde durch Heinz-Harald Frentzen besetzt. Takuma Satō verließ das Jordan-Team und wurde Testfahrer bei BAR, seine Position bei Jordan nahm Ralph Firman ein.
Bei Minardi wurde Alex Yoong durch Jos Verstappen ersetzt und Mark Webber durch Justin Wilson, Webber nahm den Vorjahresplatz von Eddie Irvine bei Jaguar ein, Antonio Pizzonia ersetzte dort außerdem Pedro de la Rosa.
Als amtierender Weltmeister ging Michael Schumacher in die Saison.
Mit Michael Schumacher (dreimal) und David Coulthard (einmal) traten zwei ehemaligen Sieger zu diesem Grand Prix an.

### Training
Vor dem Sonntagsrennen fanden vier Trainingseinheiten statt – zwei am Freitag und zwei am Samstag. Die Sitzungen am Freitagvormittag und -nachmittag dauerten jeweils eine Stunde. Das dritte und letzte Training fand am Samstagmorgen statt und dauerte 45 Minuten.
Die erste Bestzeit des Jahres sicherte sich McLaren-Pilot Kimi Räikkönen vor seinem Teamkollegen Coulthard und Renault-Pilot Jarno Trulli.
Im zweiten freien Training fuhr Trulli die schnellste Runde. Diesmal belegten Button und Alonso die Plätze hinter ihm.

### Qualifikation
Das Qualifying wurde auf Einzelzeitfahren geändert und ein Tankverbot zwischen Qualifying und Rennen eingeführt, damit verbunden war die Aufhebung der 107-Prozent-Regel.
Im ersten Qualifikationsabschnitt am Freitag (Vor-Qualifikation) fuhr Rubens Barrichello die schnellste Zeit vor Räikkönen.
Im zweiten Qualifikationsabschnitt am Samstag waren die beiden Ferrari, angeführt von Michael Schumacher, erneut an der Spitze des Feldes. Juan Pablo Montoya wurde Dritter.

### Warm Up
Im Warm Up waren erneut die beiden Ferrari die Schnellsten. Barrichello platzierte sich vor Michael Schumacher und Massa.

### Rennen
Die Wetterbedingungen waren zu Beginn wechselhaft. Räikkönen stoppte am Ende der Einführungsrunde für Trockenreifen. Barrichello hatte einen Frühstart und erhielt eine Durchfahrtsstrafe. Michael Schumacher führte am Ende der ersten Runde vor Barrichello. Montoya lag mit 6 Sekunden Rückstand auf dem dritten Platz, gefolgt von Frentzen und Jacques Villeneuve. Panis hatte auf Trockenreifen Probleme, während die Renaults, Ralf Schumacher und Coulthard sich zügig nach vorne arbeiteten. Barrichello kassierte seine Strafe und verlor auf der In-Lap auf einer schnell abtrocknenden Strecke die Bodenhaftung, stürzte in Kurve fünf in Runde fünf, gefolgt von Rookie Firman, der auf seinen trockenen Bridgestones in Runde sieben auf den achten Platz vorgerückt war. Da Mattas Debüt endete ebenfalls vorzeitig, als er sich in Kurve 3 ins Kiesbett drehte. Michael Schumacher fiel auf den achten Platz zurück und kam wegen Trockenreifen an die Box, während die Führenden kurz vor einem Safety-Car an die Box gingen, um die liegengebliebenen Autos wegzuräumen. Webbers Jaguar war auf den sechsten Platz vorgerückt, aber kurz nach dem Neustart brach seine Hinterradaufhängung und er blieb an einer ungünstigen Stelle stehen, was zu einem zweiten Einsatz des Safety-Cars führte.
Zur Halbzeit des Rennens lag Montoya in Führung, gefolgt von Räikkönen und Michael Schumacher. Auch Renault-Fahrer Trulli kämpfte hart, bis er an die Box ging. Räikkönen lag an der Spitze des Rennens, bis er wegen Geschwindigkeitsüberschreitung in der Boxengasse eine Durchfahrtsstrafe erhielt. Nach einem Rad-an-Rad-Duell mit dem finnischen Fahrer wurde Michael Schumacher auf den Rasen gezwungen und verlor dabei seinen rechten Deflektor, was ihn, obwohl er insgesamt keinen großen Einfluss auf die Aerodynamik des Autos hatte, daran hinderte, wieder an Räikkönen heranzukommen. Zum ersten Mal seit dem Großen Preis von Italien 2001 verpasste er das Podium und beendete damit Ferraris 53 aufeinanderfolgende Podiumsplätze. Es war das erste Mal seit dem Großen Preis von Europa 1999, dass keiner der Ferrari auf dem Podium stand. Als Williams den ersten Sieg des Jahres in der Tasche zu haben schien, drehte sich Montoya, nachdem er zu schnell in die erste Kurve gefahren war, acht Runden vor Schluss und ohne jeglichen Druck seiner Rivalen. Montoya kehrte auf die Strecke zurück, aber verlor den ersten Platz an Coulthard, der seinen insgesamt 13. und letzten Rennsieg errang. Montoya war auf dem Podium sichtlich frustriert. Räikkönen beendete das Rennen als Dritter. Die restlichen Punkteplatzierungen belegten Michael Schumacher, Trulli, Frentzen, Alonso und Ralf Schumacher.
Die Fahrerwertung entsprach dem Rennergebnis. In der Konstrukteurswertung führte McLaren-Mercedes vor Williams-BMW und Renault.

## Meldeliste
| Team                       | Nr. | Fahrer                | Chassis         | Motor                 | Reifen |
| -------------------------- | --- | --------------------- | --------------- | --------------------- | ------ |
| Scuderia Ferrari Marlboro  | 01  | Michael Schumacher    | Ferrari F2002   | Ferrari 3.0 V10       | B      |
| Scuderia Ferrari Marlboro  | 02  | Rubens Barrichello    | Ferrari F2002   | Ferrari 3.0 V10       | B      |
| BMW.WilliamsF1 Team        | 03  | Juan Pablo Montoya    | Williams FW25   | BMW 3.0 V10           | M      |
| BMW.WilliamsF1 Team        | 04  | Ralf Schumacher       | Williams FW25   | BMW 3.0 V10           | M      |
| West McLaren Mercedes      | 05  | David Coulthard       | McLaren MP4-17D | Mercedes-Benz 3.0 V10 | M      |
| West McLaren Mercedes      | 06  | Kimi Räikkönen        | McLaren MP4-17D | Mercedes-Benz 3.0 V10 | M      |
| Mild Seven Renault F1 Team | 07  | Jarno Trulli          | Renault R23     | Renault 3.0 V10       | M      |
| Mild Seven Renault F1 Team | 08  | Fernando Alonso       | Renault R23     | Renault 3.0 V10       | M      |
| Sauber Petronas            | 09  | Nick Heidfeld         | Sauber C22      | Petronas 3.0 V10      | B      |
| Sauber Petronas            | 10  | Heinz-Harald Frentzen | Sauber C22      | Petronas 3.0 V10      | B      |
| Jordan-Ford                | 11  | Giancarlo Fisichella  | Jordan EJ13     | Ford RS 3.0 V10       | B      |
| Jordan-Ford                | 12  | Ralph Firman          | Jordan EJ13     | Ford RS 3.0 V10       | B      |
| Jaguar Racing              | 14  | Mark Webber           | Jaguar R4       | Cosworth 3.0 V10      | M      |
| Jaguar Racing              | 15  | Antonio Pizzonia      | Jaguar R4       | Cosworth 3.0 V10      | M      |
| Lucky Strike BAR Honda     | 16  | Jacques Villeneuve    | BAR 005         | Honda 3.0 V10         | B      |
| Lucky Strike BAR Honda     | 17  | Jenson Button         | BAR 005         | Honda 3.0 V10         | B      |
| Minardi F1 Team            | 18  | Justin Wilson         | Minardi PS03    | Cosworth 3.0 V10      | B      |
| Minardi F1 Team            | 19  | Jos Verstappen        | Minardi PS03    | Cosworth 3.0 V10      | B      |
| Panasonic Toyota Racing    | 20  | Olivier Panis         | Toyota TF103    | Toyota 3.0 V10        | M      |
| Panasonic Toyota Racing    | 21  | Cristiano da Matta    | Toyota TF103    | Toyota 3.0 V10        | M      |

## Klassifikationen

### Qualifying
| Pos. | Fahrer                | Konstrukteur     | Q1       | Q2         | Start |
| ---- | --------------------- | ---------------- | -------- | ---------- | ----- |
| 01   | Michael Schumacher    | Ferrari          | 1:27,103 | 1:27,173   | 01    |
| 02   | Rubens Barrichello    | Ferrari          | 1:26,372 | 1:27,418   | 02    |
| 03   | Juan Pablo Montoya    | Williams-BMW     | 1:27,450 | 1:28,101   | 03    |
| 04   | Heinz-Harald Frentzen | Sauber-Petronas  | 1:27,450 | 1:28,274   | 04    |
| 05   | Olivier Panis         | Toyota           | 1:27,352 | 1:28,288   | 05    |
| 06   | Jacques Villeneuve    | BAR-Honda        | 1:26,832 | 1:28,240   | 06    |
| 07   | Nick Heidfeld         | Sauber-Petronas  | 1:27,510 | 1:28,464   | 07    |
| 08   | Jenson Button         | BAR-Honda        | 1:27,159 | 1:28,682   | 08    |
| 09   | Ralf Schumacher       | Williams-BMW     | 1:28,266 | 1:28,830   | 09    |
| 10   | Fernando Alonso       | Renault          | 1:27,255 | 1:28,928   | 10    |
| 11   | David Coulthard       | McLaren-Mercedes | 1:27,242 | 1:29,105   | 11    |
| 12   | Jarno Trulli          | Renault          | 1:27,411 | 1:29,136   | 12    |
| 13   | Giancarlo Fisichella  | Jordan-Ford      | 1:27,633 | 1:29,344   | 13    |
| 14   | Mark Webber           | Jaguar-Cosworth  | 1:27,675 | 1:29,637   | 14    |
| 15   | Kimi Räikkönen        | McLaren-Mercedes | 1:26,551 | 1:29,470   | Box   |
| 16   | Cristiano da Matta    | Toyota           | 1:27,478 | 1:29,538   | 16    |
| 17   | Ralph Firman          | Jordan-Ford      | 1:29,977 | 1:31,242   | 17    |
| 18   | Antonio Pizzonia      | Jaguar-Cosworth  | 1:30,092 | 1:31,723   | 18    |
| 19   | Jos Verstappen        | Minardi-Cosworth | 1:30,053 | keine Zeit | Box   |
| 20   | Justin Wilson         | Minardi-Cosworth | 1:30,479 | keine Zeit | 20    |

Anmerkungen
1. ↑  Räikkönen musste aus der Boxengasse starten, da an seinem Wagen Teile ausgetauscht wurde, als er unter Parc-fermé-Bedingungen stand.
2. ↑  Verstappen musste aus der Boxengasse starten, da an seinem Wagen Teile ausgetauscht wurde, als er unter Parc-fermé-Bedingungen stand.

### Rennen
| Pos. | Fahrer                | Konstrukteur     | Runden | Stopps | Zeit        | Start | Schnellste Runde |
| ---- | --------------------- | ---------------- | ------ | ------ | ----------- | ----- | ---------------- |
| 01   | David Coulthard       | McLaren-Mercedes | 58     | 2      | 1:34:42,124 | 11    | 1:28,272 (28.)   |
| 02   | Juan Pablo Montoya    | Williams-BMW     | 58     | 2      | + 8,675     | 03    | 1:27,942 (39.)   |
| 03   | Kimi Räikkönen        | McLaren-Mercedes | 58     | 2      | + 9,192     | Box   | 1:27,724 (32.)   |
| 04   | Michael Schumacher    | Ferrari          | 58     | 3      | + 9,482     | 01    | 1:27,759 (27.)   |
| 05   | Jarno Trulli          | Renault          | 58     | 2      | + 38,801    | 12    | 1:28,638 (44.)   |
| 06   | Heinz-Harald Frentzen | Sauber-Petronas  | 58     | 2      | + 43,928    | 04    | 1:29,096 (35.)   |
| 07   | Fernando Alonso       | Renault          | 58     | 2      | + 45,074    | 10    | 1:28,170 (35.)   |
| 08   | Ralf Schumacher       | Williams-BMW     | 58     | 2      | + 45,745    | 09    | 1:28,617 (37.)   |
| 09   | Jacques Villeneuve    | BAR-Honda        | 58     | 3      | + 1:05,536  | 06    | 1:28,770 (57.)   |
| 10   | Jenson Button         | BAR-Honda        | 58     | 3      | + 1:05,974  | 08    | 1:28,600 (57.)   |
| 11   | Jos Verstappen        | Minardi-Cosworth | 57     | 1      | + 1 Runde   | Box   | 1:31,785 (29.)   |
| 12   | Giancarlo Fisichella  | Jordan-Ford      | 52     | 2      | DNF         | 13    | 1:29,274 (49.)   |
| 13   | Antonio Pizzonia      | Jaguar-Cosworth  | 52     | 2      | DNF         | 18    | 1:29,217 (37.)   |
| –    | Olivier Panis         | Toyota           | 31     | 2      | DNF         | 05    | 1:29,694 (23.)   |
| –    | Nick Heidfeld         | Sauber-Petronas  | 20     | 1      | DNF         | 07    | 1:33,519 (14.)   |
| –    | Justin Wilson         | Minardi-Cosworth | 16     | 1      | DNF         | 20    | 1:33,139 (13.)   |
| –    | Mark Webber           | Jaguar-Cosworth  | 15     | 0      | DNF         | 14    | 1:29,697 (14.)   |
| –    | Cristiano da Matta    | Toyota           | 7      | 0      | DNF         | 16    | 1:33,753 (07.)   |
| –    | Ralph Firman          | Jordan-Ford      | 6      | 0      | DNF         | 17    | 1:36,644 (06.)   |
| –    | Rubens Barrichello    | Ferrari          | 5      | 0      | DNF         | 02    | 1:37,086 (05.)   |

## WM-Stände nach dem Rennen
Die ersten acht des Rennens bekamen 10, 8, 6, 5, 4, 3, 2 bzw. 1 Punkt(e).

### Fahrerwertung
| Pos. | Fahrer                | Konstrukteur     | Punkte |
| ---- | --------------------- | ---------------- | ------ |
| 01   | David Coulthard       | McLaren-Mercedes | 10     |
| 02   | Juan Pablo Montoya    | Williams-BMW     | 8      |
| 03   | Kimi Räikkönen        | McLaren-Mercedes | 6      |
| 04   | Michael Schumacher    | Ferrari          | 5      |
| 05   | Jarno Trulli          | Renault          | 4      |
| 06   | Heinz-Harald Frentzen | Sauber-Petronas  | 3      |
| 07   | Fernando Alonso       | Renault          | 2      |
| 08   | Ralf Schumacher       | Williams-BMW     | 1      |
| 09   | Jacques Villeneuve    | BAR-Honda        | 0      |
| 10   | Jenson Button         | BAR-Honda        | 0      |

| Pos. | Fahrer               | Konstrukteur     | Punkte |
| ---- | -------------------- | ---------------- | ------ |
| 11   | Jos Verstappen       | Minardi-Cosworth | 0      |
| 12   | Giancarlo Fisichella | Jordan-Ford      | 0      |
| 13   | Antonio Pizzonia     | Jaguar-Cosworth  | 0      |
| –    | Olivier Panis        | Toyota           | 0      |
| –    | Nick Heidfeld        | Sauber-Petronas  | 0      |
| –    | Justin Wilson        | Minardi-Cosworth | 0      |
| –    | Mark Webber          | Jaguar-Cosworth  | 0      |
| –    | Cristiano da Matta   | Toyota           | 0      |
| –    | Ralph Firman         | Jordan-Ford      | 0      |
| –    | Rubens Barrichello   | Ferrari          | 0      |

### Konstrukteurswertung
| Pos. | Konstrukteur     | Punkte |
| ---- | ---------------- | ------ |
| 01   | McLaren-Mercedes | 16     |
| 02   | Williams-BMW     | 9      |
| 03   | Renault          | 6      |
| 04   | Ferrari          | 5      |
| 05   | Sauber-Petronas  | 3      |

| Pos. | Konstrukteur     | Punkte |
| ---- | ---------------- | ------ |
| 06   | BAR-Honda        | 0      |
| 07   | Minardi-Cosworth | 0      |
| 08   | Jordan-Ford      | 0      |
| 09   | Jaguar-Cosworth  | 0      |
| –    | Toyota           | 0      |